# Cymopterus globosus
Cymopterus globosus är en flockblommig växtart som beskrevs av Sereno Watson. Cymopterus globosus ingår i släktet Cymopterus och familjen flockblommiga växter. Inga underarter finns listade i Catalogue of Life.

## Bildgalleri

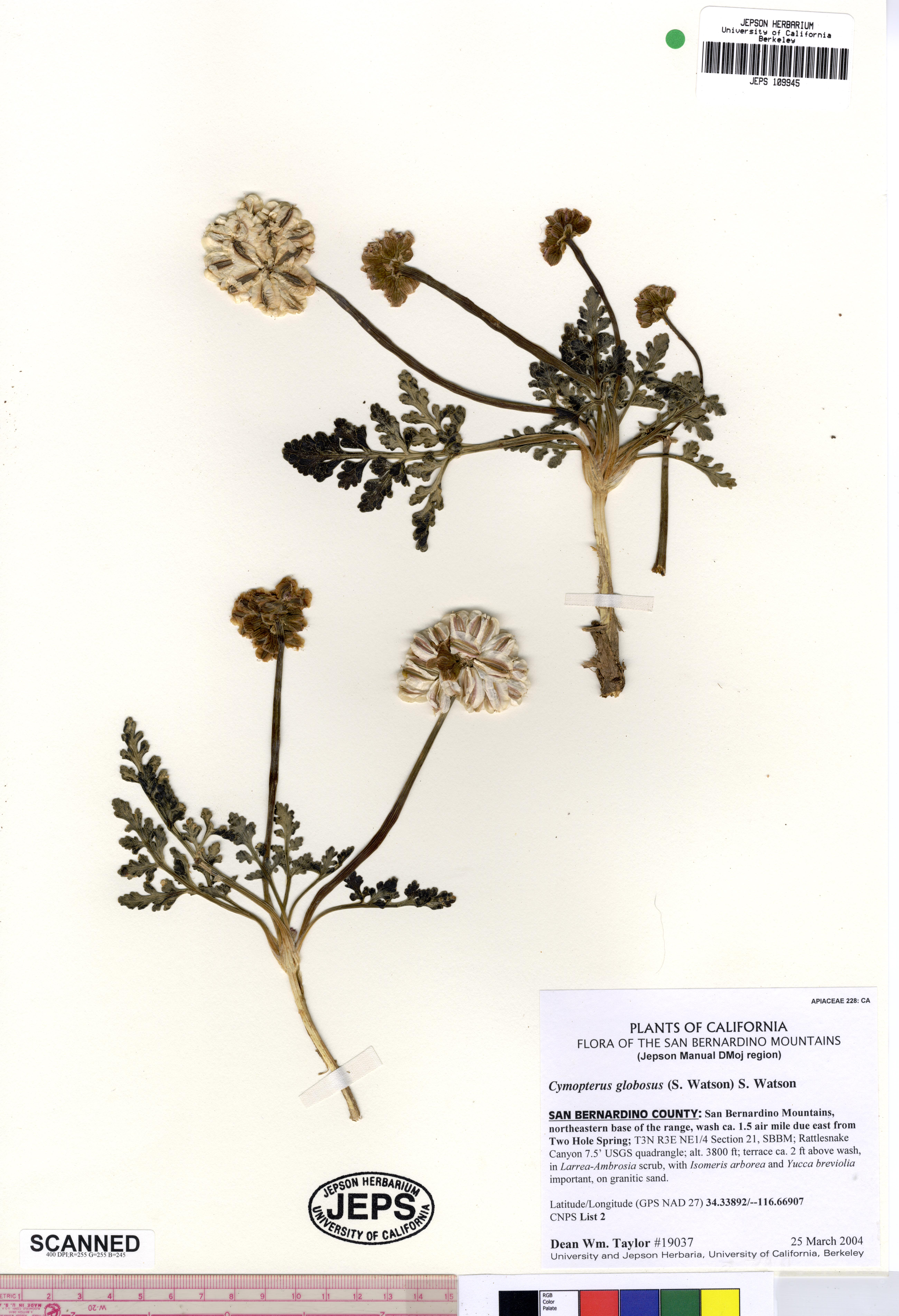